# Spicheren
Spicheren là một xã trong vùng Grand Est, thuộc tỉnh Moselle, quận Forbach, tổng Stiring-Wendel. Tọa độ địa lý của xã là 49° 11' vĩ độ bắc, 06° 58' kinh độ đông. Spicheren nằm trên độ cao trung bình là 350 mét trên mực nước biển, có điểm thấp nhất là 220 mét và điểm cao nhất là 357 mét. Xã có diện tích 8,11 km², dân số vào thời điểm 1999 là 3287 người; mật độ dân số là 405 người/km².

## Thông tin nhân khẩu
| 1962  | 1968  | 1975  | 1982  | 1990  | 1999  |
| ----- | ----- | ----- | ----- | ----- | ----- |
| 2 202 | 2 355 | 2 414 | 2 593 | 3 008 | 3 287 |